# Flatina fimbriata
Flatina fimbriata är en insektsart som först beskrevs av Walker 1858.  Flatina fimbriata ingår i släktet Flatina och familjen Flatidae. Inga underarter finns listade i Catalogue of Life.